# キャルバジャル県
キャルバジャル県（アゼルバイジャン語: Kəlbəcər rayonu）は、アゼルバイジャン西部の県。キャルバジャル＝ラチン経済地区に属し、県都はキャルバジャルである。西をアルメニアと接している。人口は7.7万人（2020年）で、うち約8割が農村部に居住している。面積は3千平方キロメートルで、県の中では最も大きいがそのほとんどが山岳・森林地帯となっている。最高地点は小コーカサス山脈のGamışdağ山（標高3,724m）で、自然を生かした農業、酪農が盛ん。
地域区分ではナゴルノ・カラバフ地方に分類されるが、歴史的にナゴルノ・カラバフ自治州に属したことはない（ただし県の東部はかつて自治州の領域であり、併合した経緯がある）。1993年にアルツァフ共和国（ナゴルノ・カラバフ共和国）の侵攻を受け全域が実効支配下に置かれ、長らく政府の支配が及んでいなかった。2020年の停戦協定で大部分が11月25日に返還され、約28年ぶりにアゼルバイジャン領に復帰した。

## 歴史
名称の由来は古テュルク語で「川の城」という意味。約3万年前の集落や古墳が発見されており、古くから人がこの地で居住していたとされる。
ソビエト連邦構成国であるアゼルバイジャン・ソビエト社会主義共和国時代の1930年8月8日に県として設置される。当時はアルメニア人の自治州であるナゴルノ・カラバフ自治州・マルダケルト地区と東を接しており、東西をアルメニア人勢力に挟まれた形であった。しかしキャルバジャル県の住民はアゼルバイジャン人が主で、1979年の国勢調査では総人口40,516人のうち99.5パーセントがアゼルバイジャン人であった。

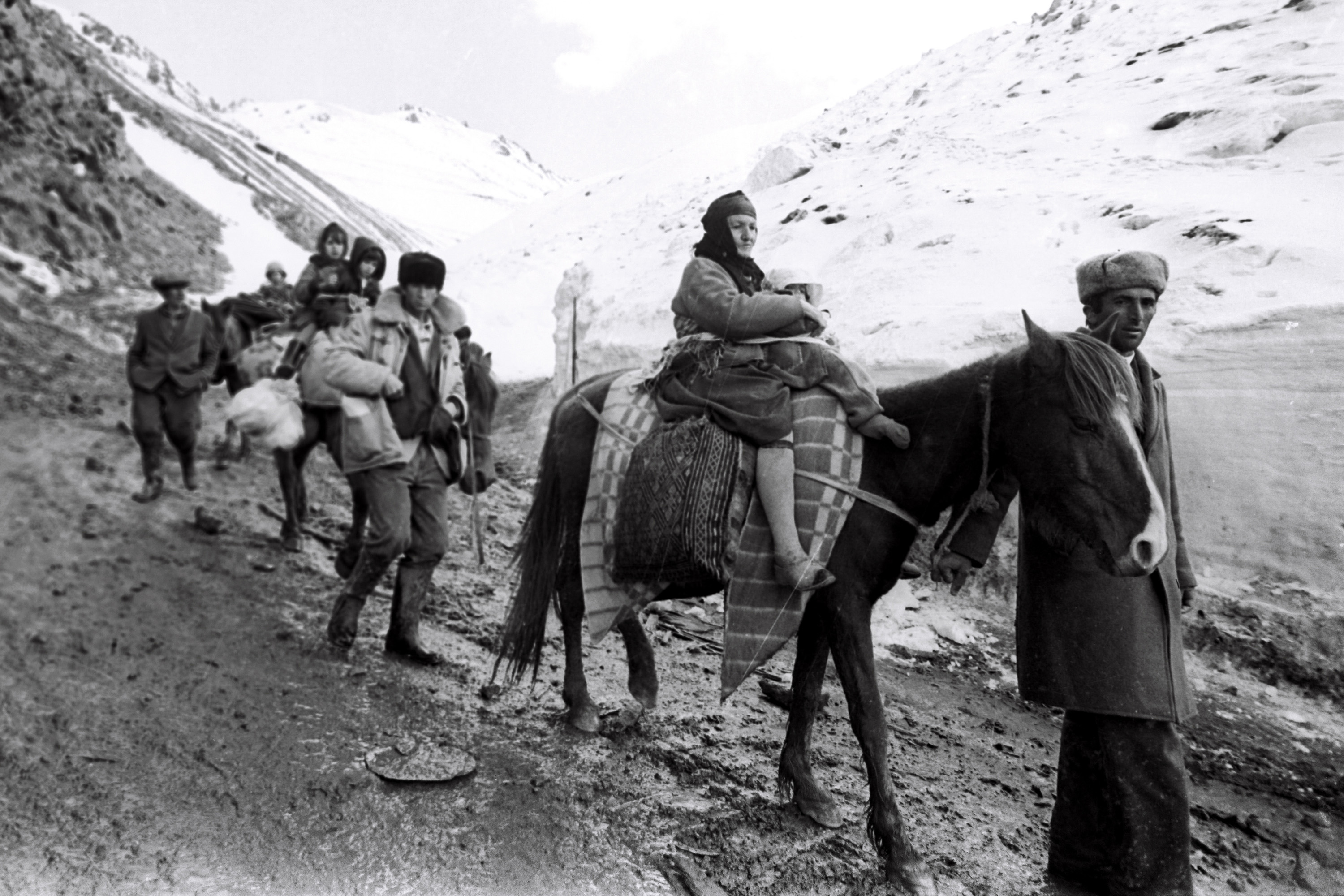
避難する住民（1993年）

1980年代後半、ナゴルノ・カラバフ自治州とアルメニアは統合を主張しアゼルバイジャンと対立するようになる。両者の対立は最終的に軍事衝突となり、ナゴルノ・カラバフ戦争へ発展。キャルバジャル県はその位置関係から戦争の被害を受けるようになり、1992年4月7日に県内のアガダバン村がアルメニア人勢力に襲撃され、村人が拷問・虐殺される事件が発生した。事件の1年後となる1993年3月末にはアルメニア軍およびナゴルノ・カラバフ軍による侵攻を受け、1993年4月2日にキャルバジャル県は完全に占領された（キャルバジャルの戦い）。一連の戦闘で住民が511人死亡、321人が捕虜又は行方不明となり、5万3,340人が国内避難民として県外へ避難した。これによりアゼルバイジャン人は県から姿を消し、代わりにアルメニア人が住むようになる。
県は新たに建国されたアルツァフ共和国に組み込まれ、西部をシャフミアン地区に、東部をマルタケルト地区に分割した。一方でアゼルバイジャン政府は1991年にナゴルノ・カラバフ自治州の廃止を決定し、マルダケルト地区はアグダラ県へ改編される。翌年の1992年10月13日にアグダラ県は廃止され、23の村がキャルバジャル県へ編入された（いずれも法令上）。
2020年9月末から始まったナゴルノ・カラバフ紛争では、アゼルバイジャンが優位のまま11月10日に停戦協定を締結。アルツァフ共和国は旧自治州外の領土の殆どをアゼルバイジャンへ返還することになり、キャルバジャル県は11月15日に返還されることになった（ただしかつて自治州に属していた地域は保留）。返還に先立ちアルメニア人住民は退去することになったが、一部住民は退去時に家への放火や送電線の切断など破壊行為を行った。11月15日、アルメニアは撤退が遅れているとして期限の延長を要請し、アゼルバイジャンが応じたため返還期限は11月25日まで延期される。11月25日、期日通りアゼルバイジャン軍が進駐し、キャルバジャル県はアゼルバイジャンの支配下に入った。

## 行政区画
県はキャルバジャル市と45の村から成る。